# Mistrzostwa Świata Juniorów w Boksie 1992
Wyniki zawodów bokserskich rozegranych podczas Mistrzostw Świata Juniorów w Montrealu.

## Medaliści
| Kat. wagowa                      |                   |                    |                    |
| -------------------------------- | ----------------- | ------------------ | ------------------ |
| Waga papierowa (– 48 kg)         | Waldemar Font     | Eric Morel         | Carmine Molaro     |
| Waga papierowa (– 48 kg)         | Waldemar Font     | Eric Morel         | Rene Schultz       |
| Waga musza (– 51 kg)             | Lorenzo Aragón    | Cristian Boiteanu  | Jung Pil Park      |
| Waga musza (– 51 kg)             | Lorenzo Aragón    | Cristian Boiteanu  | Frank Brennfuehrer |
| Waga kogucia (– 54 kg)           | Neslan Machado    | Armando Perez      | Enrique Cova       |
| Waga kogucia (– 54 kg)           | Neslan Machado    | Armando Perez      | Tamás Oláh         |
| Waga piórkowa (– 57 kg)          | Michael Stewart   | Enver Yılmaz       | Vitaliy Chizhik    |
| Waga piórkowa (– 57 kg)          | Michael Stewart   | Enver Yılmaz       | Steven Kuechler    |
| Waga lekka (– 60 kg)             | Damián Austin     | Kim Ik Soo         | Alan Abounakad     |
| Waga lekka (– 60 kg)             | Damián Austin     | Kim Ik Soo         | Miguel Callist     |
| Waga lekkopółśrednia (– 63,5 kg) | Oleg Saitow       | Roko Fröhlich      | Daniel Santos      |
| Waga lekkopółśrednia (– 63,5 kg) | Oleg Saitow       | Roko Fröhlich      | Neil Sinclair      |
| Waga półśrednia (– 67 kg)        | Lutz Brors        | Gusiejn Kurbanow   | Eliecer Galiano    |
| Waga półśrednia (– 67 kg)        | Lutz Brors        | Gusiejn Kurbanow   | Chan Woo Yang      |
| Waga lekkośrednia (– 71 kg)      | Julio Acosta      | Sergiej Ismailow   | Stjepan Božić      |
| Waga lekkośrednia (– 71 kg)      | Julio Acosta      | Sergiej Ismailow   | Oliver Knabe       |
| Waga średnia (– 75 kg)           | Islam Arsangaliev | Thomas Ulrich      | Willard Lewis      |
| Waga średnia (– 75 kg)           | Islam Arsangaliev | Thomas Ulrich      | Roman Korzh        |
| Waga półciężka (– 81 kg)         | Sinan Şamil Sam   | Alexander Gonzalez | Nelson Beleno      |
| Waga półciężka (– 81 kg)         | Sinan Şamil Sam   | Alexander Gonzalez | Yuriy Dvornikov    |
| Waga ciężka (– 91 kg)            | Giorgi Kandelaki  | Stephen Gallinger  | Alex Alejandro     |
| Waga ciężka (– 91 kg)            | Giorgi Kandelaki  | Stephen Gallinger  | Peer Mueller       |
| Waga superciężka (+ 91 kg)       | Michaił Porszniew | Luis Lazaro Ulacia | Ədalət Məmmədov    |
| Waga superciężka (+ 91 kg)       | Michaił Porszniew | Luis Lazaro Ulacia | Timo Hoffmann      |